# 土薛
土薛（?—?），又作秃薛，蒙古土别燕氏。
土薛跟随成吉思汗统一蒙古，窝阔台汗时，命拖雷由陕西进军伐金朝，击其不备。土薛为西路军先锋，1232年，从武休关，越汉江，攻略方城向北，在阳翟三峰山之战大破金兵。金朝灭亡，跟随阔端攻打南宋兴元府、阆州、利州，拜为都元帅。1241年，攻下成都，斩杀宋朝四川制置使陈隆之。1257年，蒙哥赐给他兴元等处食邑六百户。其子線真，線真之子完泽。